# Международный проект «Культурное наследие Узбекистана»
Международный Проект «Культурное наследие Узбекистана» (англ. International Project "Cultural Legacy of Uzbekistan") — международный некоммерческий проект, занимающийся каталогизацией культурного наследия Узбекистана, хранящегося за рубежом. Является основой Всемирного Общества по изучению, сохранению и популяризации культурного наследия Узбекистана.
Собранные материалы публикуются в виде иллюстрированных книг-альбомов. Помимо издательской деятельности, Проектом создаются фильмы и телепередачи, разрабатываются и реализуются новые направления исследовательской работы.

## Издательское направление

### Книги-альбомы серии "Культурное наследие Узбекистана в собраниях мира"
Серия книг-альбомов «Культурное наследие Узбекистана в собраниях мира» презентует образцы археологии, нумизматики, керамики, ювелирного искусства, рукописей, живописи, текстиля и изделий из металла, которые сохранились по сей день и находятся в музеях, библиотеках и научно-исследовательских институтах всего мира. В альбомах отражены факты и открытия, сделанные группой ученых из разных стран мира, входящих во Всемирное общество по изучению, сохранению и популяризации культурного наследия Узбекистана. Опубликовано 50 томов книг-альбомов.
- Том 1: Культурное наследие Узбекистана. Собрание Государственного музея Востока
- Том 2: Культурное наследие Узбекистана. Собрание Российского этнографического музея
- Том 3: Культурное наследие Узбекистана. Собрание Государственной Третьяковской галереи
- Том 4: Культурное наследие Узбекистана. Вышивка и ковры Узбекистана в зарубежных собраниях
- Том 5: Культурное наследие Узбекистана. Произведения Алишера Навои в шедеврах книжного искусства XV – XVI веков (из собрания Российской национальной библиотеки, Санкт-Петербург, Россия)
- Том 6: Культурное наследие Узбекистана. Музыкальное наследие Узбекистана в собраниях Российской Федерации
- Том 7: Культурное наследие Узбекистана. Собрание Института восточных рукописей Российской Академии наук
- Том 8: Культурное наследие Узбекистана. Собрание Государственного Эрмитажа. Часть 1
- Том 9: Культурное наследие Узбекистана. Собрание Государственного музея искусств Республики Каракалпакстан имени И.В. Савицкого
- Том 10: Культурное наследие Узбекистана. Культурное наследие Узбекистана в музеях Москвы
- Том 11: Культурное наследие Узбекистана.  Собрания Федеративной Республики Германия
- Том 12: Культурное наследие Узбекистана. Собрание Государственного музея истории религии (Санкт-Петербург)
- Том 13: Культурное наследие Узбекистана. Собрание Государственного музея искусств Узбекистана
- Том 14: Культурное наследие Узбекистана. Ковроделие Узбекистана: традиция, сохраненная в веках
- Том 15: Культурное наследие Узбекистана. Собрание Государственного Эрмитажа. Часть 2. Искусство Мавераннахра VIII – XV вв.
- Том 16: Культурное наследие Узбекистана. Собрания Чешской Республики
- Том 17: Культурное наследие Узбекистана. Книжное искусство Мавераннахра XV–XVII вв. (из собрания Российской национальной библиотеки, Санкт-Петербург, Россия)
- Том 18: Собрание Самаркандского государственного историко-архитектурного и художественного музея-заповедника
- Том 19: Культурное наследие Узбекистана. Иллюстрированные рукописи произведений Алишера Навои в библиотеках Стамбула
- Том 20: Культурное наследие Узбекистана. Культурное наследие Центральной Азии в музеях Японии
- Том 21: Культурное наследие Узбекистана. Собрание Института востоковедения имени Абу Райхана Беруни Академии наук Республики Узбекистан. Часть первая. Исторические произведения и документы
- Том 22: Культурное наследие Узбекистана. Собрание Института востоковедения имени Абу Райхана Беруни Академии наук. Республики Узбекистан. Часть вторая. Точные и естественные науки
- Том 23: Культурное наследие Узбекистана. Собрание Института востоковедения имени Абу Райхана Беруни Академии наук. Республики Узбекистан. Часть третья.  Художественная литература
- Том 24: Культурное наследие Узбекистана. Собрание Института востоковедения имени Абу Райхана Беруни Академии наук. Республики Узбекистан. Часть четвертая. Ислам и философия
- Том 25: Культурное наследие Узбекистана. Собрание Института востоковедения имени Абу Райхана Беруни Академии наук Республики Узбекистан. Часть пятая. Миниатюра и каллиграфия
- Том 26: Культурное наследие Узбекистана. Собрание Государственного музея истории Узбекистана. Часть первая. Археология и нумизматика
- Том 27: Культурное наследие Узбекистана. Собрание Государственного музея истории Узбекистана. Часть II. Этнографический фонд
- Том 28: Культурное наследие Узбекистана. Искусство Центральной Азии в собраниях Кембриджского университета. Часть 1: Фицвильямский музей
- Том 29: Культурное наследие Узбекистана. Иллюстрированные рукописи Мавераннахра в собраниях Франции
- Том 30: Культурное наследие Узбекистана. С. М. Прокудин-горский и его Туркестанский цикл фотографий в библиотеке конгресса США
- Том 31: Культурное наследие Узбекистана в частных собраниях США и Канады
- Том 32: Культурное наследие Узбекистана в собраниях Италии
- Том 33: Культурное наследие Узбекистана в частных собраниях библиотеки Рампур Раза (Индия)
- Том 34: Культурное наследие Узбекистана в частных собраниях библиотеки Рампур Раза (Индия 2 часть)
- Том 35: Культурное наследие Узбекистана. Согдиана - Сердце Шелкового пути
- Том 36: Культурное наследие Узбекистана. Кушанское царство: династии, государство, народ, язык, письменность, религии
- Том 37: Культурное наследие Узбекистана. Узбекистан на исторических фотографиях XIX – начала XX в. в собраниях российских архивов
- Том 38: Культурное наследие Узбекистана. Рукописи произведений Абу Али ибн Сины в библиотеках Турции
- Том 39: Культурное наследие Узбекистана. Собрание Государственного музея прикладного искусства и истории ремесленничества Узбекистана (Ташкент)
- Том 40: Культурное наследие Узбекистана в музеях Польши
- Том 41: Культурное наследие Узбекистана. Рукописное и книжное наследие Национальной библиотеки Узбекистана им. Алишера Навои
- Том 42: Культурное наследие Узбекистана. Наследие Камол ад-Дина Бехзада в собраниях мира
- Том 43: Культурное наследие Узбекистана. Образцы Восточной каллиграфии и миниатюры VII – XXI веков (из частной коллекции)
- Том 44: Культурное наследие Узбекистана. Керамика Узбекистана в собраниях мира
- Том 45: Культурное наследие Узбекистана. Ювелирные украшения Узбекистана в собраниях мира
- Том 46: Культурное наследие Узбекистана в собраниях Великобритании
- Том 47: Культурное наследие Узбекистана. Собрание государственного музея-заповедника «Ичан-Кала»
- Том 48: Культурное наследие Узбекистана. Традиционный узбекский костюм по материалам музейных и частных коллекций Узбекистана. 1 часть
- Том 49: Культурное наследие Узбекистана. Традиционный узбекский костюм по материалам музейных и частных коллекций Узбекистана. 2 часть
- Том 50: Культурное наследие Узбекистана. Восточная миниатюра. Исторические личности

### Издательский проект "Архитектурная эпиграфика Узбекистана"
Проектом проведена работа по расшифровке эпиграфических памятников, реализованная в серии книг «Архитектурная эпиграфика Узбекистана». Архитектурная эпиграфика - наследие, оставленное в назидание потомкам, изречения и формулы, размещенные на стенах средневековых памятников архитектуры. Опубликовано 14 томов серии, исследован ряд памятников архитектуры.
- Том 1: Архитектурная эпиграфика Узбекистана. Республика Каракалпакстан
- Том 2: Архитектурная эпиграфика Узбекистана. Хива
- Том 3: Архитектурная эпиграфика Узбекистана. Самарканд. Регистан
- Том 4: Архитектурная эпиграфика Узбекистана. Навои
- Том 5: Архитектурная эпиграфика Узбекистана. Ташкент
- Том 6: Архитектурная эпиграфика Узбекистана. Самарканд. Шахи-Зинда.
- Том 7: Архитектурная эпиграфика Узбекистана. Наманган
- Том 8: Архитектурная эпиграфика Узбекистана. Андижан
- Том 9: Архитектурная эпиграфика Узбекистана. Сурхандарья
- Том 10: Архитектурная эпиграфика Узбекистана. Бухара
- Том 11: Архитектурная эпиграфика Узбекистана. Фергана
- Том 12: Архитектурная эпиграфика Узбекистана. Кашкадарья
- Том 13: Архитектурная эпиграфика Узбекистана. Ташкентская область
- Том 14: Архитектурная эпиграфика Узбекистана. Эпиграфика Бабуридов.

### Факсимильные издания
Проект занимается изданием факсимиле рукописей, созданных в прошлом на земле Узбекистана, но ныне хранящихся в зарубежных библиотеках. Проект реализуется совместно с издательским домом «Mueller&Schindler» (Австрия).
- Мирадж-наме
- Зафар-наме
- Девони Хусайни
- Книга неподвижных звёзд Ас-Суфи
- Катталангарский Коран
- 100 выдающихся рукописных памятников Узбекистана
- Уложения Темура
- 114 Коранов
- Раузат-ас Сафо

### Подарочные издания
Проектом подготовлены и изданы подарочные издания – альбом «Керамика Риштана», четырехтомный альбом «Шедевры искусства Узбекистана», альбом «Бегзад, пристыдивший Мани».

## Меценатская деятельность
Проект распространяет изданные книги-альбомы на безвозмездной основе в образовательные и научные организации Узбекистана и мира. В зарубежные библиотеки и музеи было передано в качестве дара более 7000 тысяч книг. Часть книг передается безвозмездно людям, заинтересованным в их получении и изучении.

## Документальные фильмы
Создано более 20 документальных фильмов, рассказывающих о культурном наследии Узбекистана, артефактах, рукописях, образцах архитектуры и многом другом. Все документальные фильмы созданы на 3 языках (узбекский, русский, английский). Съемочные группы побывали в более чем 20 локациях по всему миру, посетили более 30 музеев и библиотек, созданы документальные фильмы об узбекских коллекциях в собраниях США и Великобритании, России и Японии, Чехии и Польши, Индии и Франции.
- 1. Собрание Государственного музея Востока
- 2. Собрание Российского этнографического музея
- 3. Собрание Государственной Третьяковской галереи
- 4. Произведения Алишера Навои в шедеврах книжного искусства XV – XVI веков
- 5. Собрание Института Восточных Рукописей Российской Академии наук
- 6. Собрание Государственного Эрмитажа
- 7. Собрание Государственного музея искусств республики Каракалпакстан имени И.В. Савицкого
- 8. Собрание Государственного Исторического музея г. Москвы
- 9. Собрание Государственного музея искусств Узбекистана
- 10. Вышивка и ковры Узбекистана в зарубежных собраниях
- 11. Сокровища культурного наследия Узбекистана в музее имени Линдена
- 12. Государственный Эрмитаж. Сокровища Мавераннахра
- 13. Всероссийский музей декоративно прикладного и народного искусства
- 14. Искусство книги Мавераннахра XV–XVII вв. из собрания Российской национальной библиотеки
- 15. Собрание Федеративной Республики Германия
- 16. Собрание Государственного музея истории религии
- 17. Собрание Чешской Республики
- 18. Наследие Центральной Азии в коллекциях Кембриджского университета
- 19. Ковроделие Узбекистана: традиция, сохраненная в веках
- 20. Собрание Самаркандского государственного музея-заповедника
- 21. Собрание Государственного музея истории Узбекистана
- 22. Собрание Института Востоковедения имени Абу Райхана Беруни АН РУз